# هيلين بلفور موريسون
هيلين بلفور موريسون (بالإنجليزية: Helen Balfour Morrison)‏ هي مصورة أمريكية، ولدت في 1 أغسطس 1901، وتوفيت في 6 نوفمبر 1984 في Highland Park Hospital ‏ في الولايات المتحدة.